# Fédération française des producteurs d'oléagineux et de protéagineux
Pour les articles homonymes, voir FOP.
La Fédération française des producteurs d'oléagineux et de protéagineux (FOP), est une des associations spécialisées de la Fédération nationale des syndicats d'exploitants agricoles (FNSEA).

## Présidences
Elle est présidée par Arnaud Rousseau.

## Communication
La FOP est inscrite depuis 2016 au registre de transparence des représentants d'intérêts auprès de la Commission européenne. Elle déclare en 2015 pour cette activité  des dépenses d'un montant compris entre 25 000 et 50 000 euros.